# کوبله ۶۵

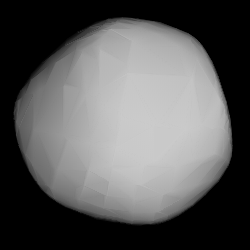
مدل سه‌بُعدی سیارک کوبله ۶۵ بر اساس منحنی نور آن

سیارک ۶۵ (به انگلیسی: 65 Cybele) شصت و پنجمین سیارک کشف شده‌است که در ۸ مارس ۱۸۶۱ و در مارسی کشف شد.
قدر مطلق سیارک برابر ۶٫۶۲ است.